# Balatonudvari
Balatonudvari è un comune dell'Ungheria di 359 abitanti (dati 2001). È situato nella contea di Veszprém.